# Zsolt Baumgartner
Zsolt Baumgartner (n. 1 ianuarie 1981, Debrecen) este un pilot de curse auto maghiar care a evoluat în Campionatul Mondial de Formula 1 între anii 2003 și 2004.

## Cariera în Formula 1
| Sezon | Echipă           | Număr puncte | Loc clasament general |
| ----- | ---------------- | ------------ | --------------------- |
| 2003  | Jordan Ford      | 0            | -                     |
| 2004  | Minardi Cosworth | 1            | 20                    |